# Ramphastos tucanus
El tucán pechiblanco o tucán de pico rojo (Ramphastos tucanus) es un miembro sudamericano de la familia Ramphastidae, ampliamente distribuido por la Amazonía y los Andes, en el suroriente de Colombia, sur de Venezuela, oriente de Ecuador, en Brasil, Guyana, Surinam y oriente de Perú, que es el lugar con más presencia de tucanes, mayormente de esta especie, pero también en la Amazonia de Bolivia, por ejemplo en el Departamento del Beni cerca de la ciudad de riberalta en la Reserva Aquicuana, .

## El tucán en Perú
En Perú, se encuentra en las siguientes regiones/ciudades:
- En Amazonas: Bagua y Mendoza, de la región Rupa Rupa, y Chachapoyas de la región Yunga fluvial.
- En Cuzco: Quillabamba de la región Yunga.
- En Huánuco: Tingo María, de la región Rupa Rupa y Huánuco, de la región Yunga.
- En Junín: Puerto Ocopa, perteneciente a la Rupa Rupa y Omagua
- En Loreto: Iquitos, Yurimaguas y Requena, pertenecientes a la región Omagua.
- En Madre de Dios: Puerto Maldonado y Tambopata, pertenecientes a Omagua.
- En Pasco: Oxapampa, perteneciente a la Yunga, específicamente Yunga fluvial.
- En Puno: Sandia, en la región Yunga, Ayaviri, Ilave, Juliaca y Puno en la región Suni, Mazocruz, Putina y Ananea en la región Puna.
- En San Martín: Moyobamba, Tarapoto, Rioja y Toache, pertenecientes a las regiones Omagua y Rupa Rupa.
- En Ucayali: Pucallpa, de la región Omagua.

## Descripción

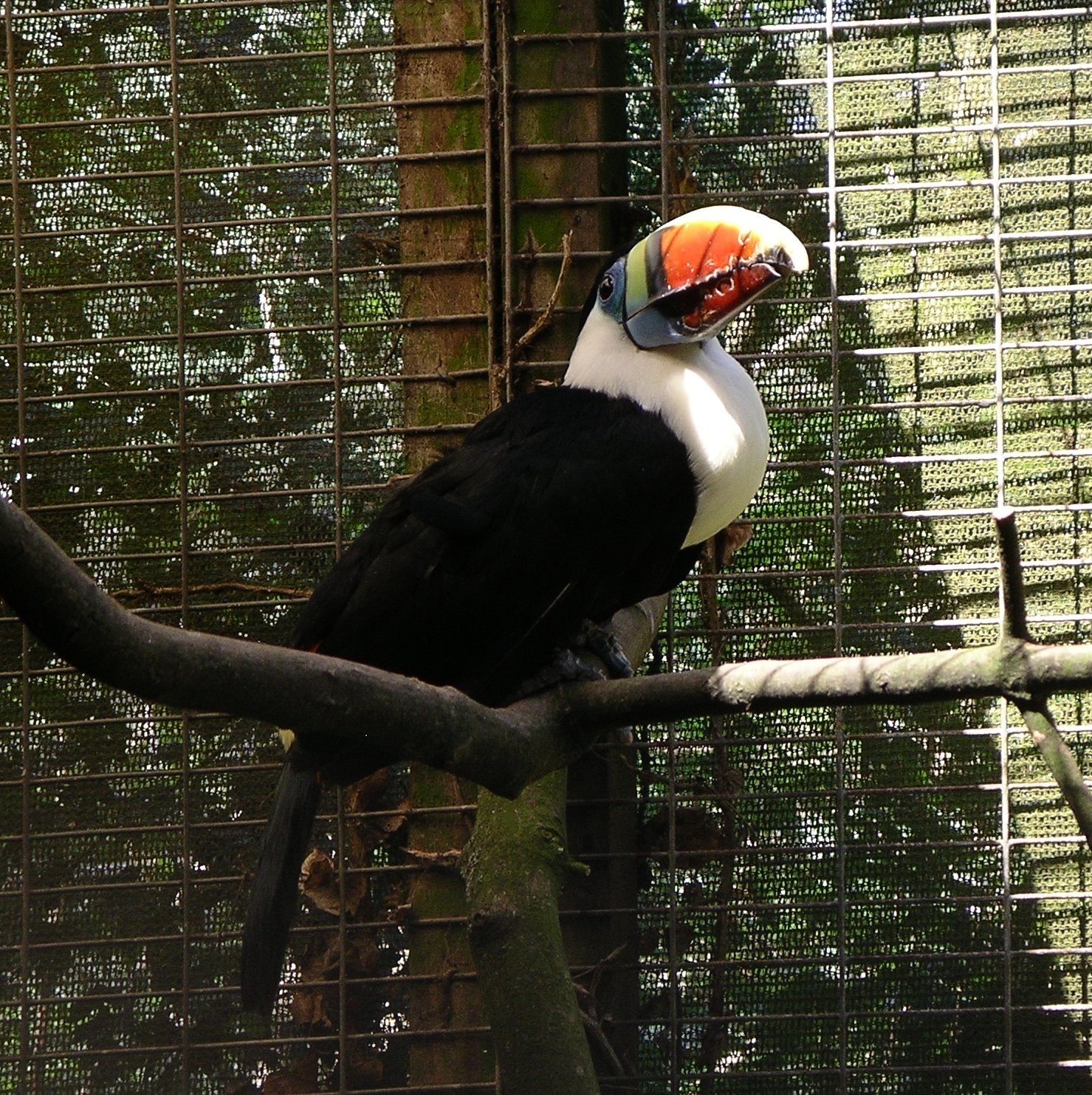
Tucán pechiblanco.

Mide 53 a 61 cm de longitud y pesa en promedio 600 g. El pico tiene entre 14 y 18 cm de largo. Ambos sexos con las plumas negras en la parte superior y con la parte alta de la cola de color amarillento o blanco; pico con una tira en el culmen de color verde y amarillo, base amarilla por encima, azul por debajo con una banda negra y delgada; línea roja que bordea la boca; área facial verde y azul o azul; órbita más oscura a violeta; iris café. La hembra posee un pico más corto que el del macho.
La subespecie R. t. tucanus presenta la parte delantera del pico rojiza, en tanto que en la subespecie R. t. cuvieri es negruzca, de manera que se parece a R. vitellinus culminatus, pero este es claramente más pequeño.

## Comportamiento

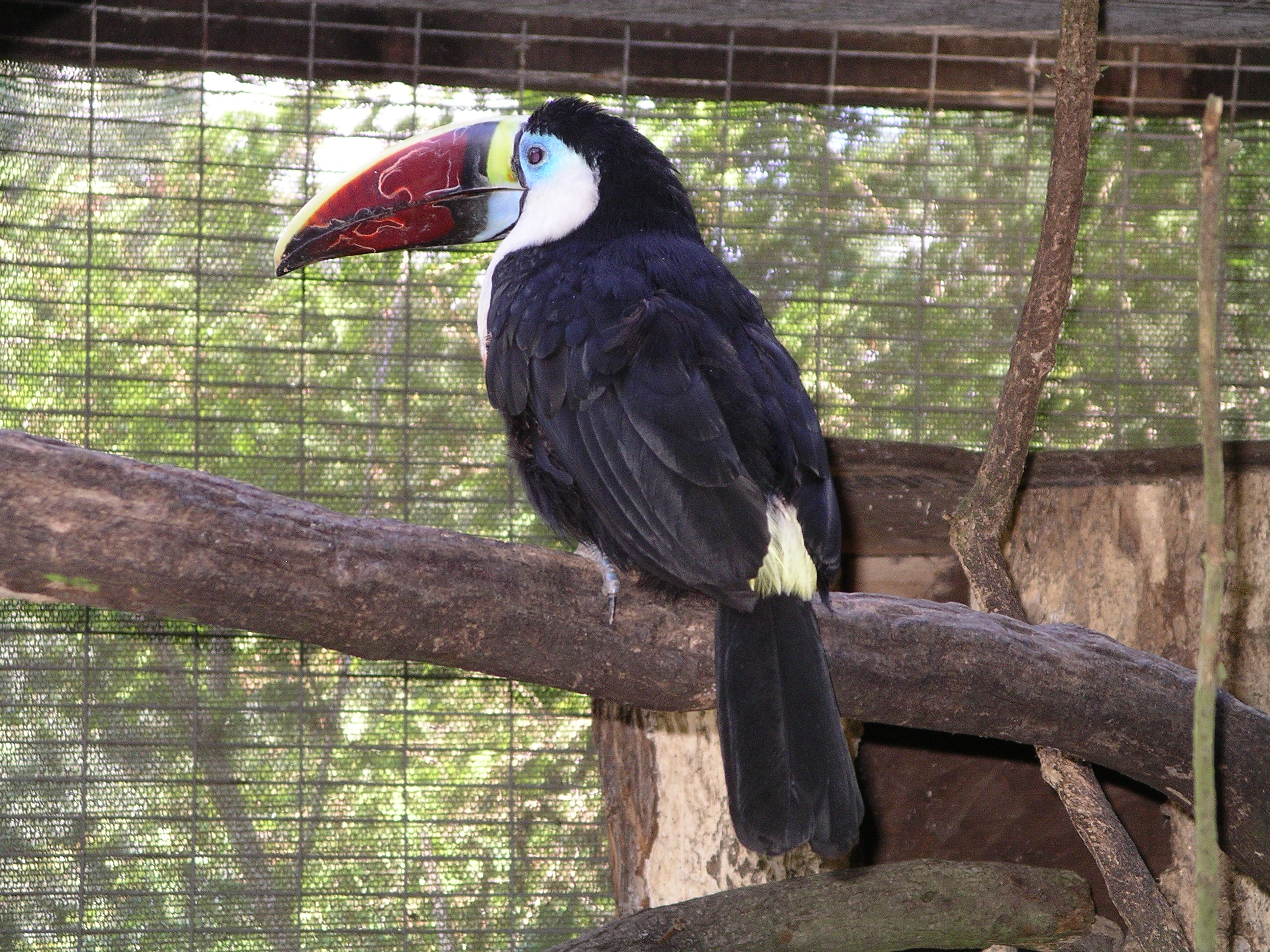
Tucán pechiblanco).

Se alimentan especialmente de frutos, flores y néctar, pero además consumen animales pequeños como escarabajos, orugas, termitas, lagartijas y huevos de aves. Prefieren el estrato medio y superior de la vegetación. Anidan en los huecos de los árboles donde la hembra pone 2 a 4 huevos que la pareja incuba por 14 o 15 días. Los polluelos permanecen con los padres unas 6 semanas....